# 스피릿 (2002년 영화)
《스피릿》(Spirit: Stallion of the Cimarron)은 2002년 개봉한 미국의 애니메이션 영화이다. 드림웍스 애니메이션이 제작하였으며, 드림웍스 픽처스가 배급했다. 켈리 애스버리와 로나 쿡이 감독을 맡았으며, 존 푸스코가 각본을 썼다. 아카데미 장편 애니메이션 후보에 올랐다.
2002년 5월에 개봉되었으며, 약 1억 2천만 달러의 수입을 냈다. 2017년에는 TV 시리즈인 Spirit Riding Free가 넷플릭스로 방영중이다.

## 줄거리
19세기 말 프런티어 시대 미국 서부에서, 야생마 무리의 카이거 머스탱 망아지 스피릿이 태어난다. 그는 씨말로 자라 무리의 우두머리가 된다. 어느 날 밤, 무리 근처에서 이상한 빛을 따라가던 스피릿은 통나무에 묶인 말들과 모닥불 주위에서 자고 있는 목동들을 발견한다. 남자들은 잠에서 깨어나 추격 끝에 스피릿을 붙잡아 미국 기병대 요새로 데려간다.
요새의 고위 장교인 대령은 스피릿을 길들이라고 명령하지만, 스피릿은 모든 시도에 저항하며 장제사를 때려눕힌다. 대령은 스피릿을 약화시키기 위해 사흘 동안 음식과 물 없이 기둥에 묶어놓는 것으로 보복한다. 한편, 라코타족 리틀 크릭도 요새로 끌려와 갇히는데, 그의 친구들이 담장 너머로 나이프를 던져주자 그는 이를 이용해 몰래 속박을 끊는다.
사흘 후, 스피릿은 대령이 일시적으로 제압할 수 있을 정도로 약해졌고, 대령은 어떤 야생마든 결국 길들일 수 있다고 자랑한다. 다른 갇힌 말들의 실망을 본 스피릿은 힘을 되찾고 화를 내며 대령을 던져버리고, 이 과정에서 마구간의 벽을 부순다. 분노한 대령은 병사들에게 스피릿을 죽이라고 명령하지만, 리틀 크릭이 말을 구하고, 둘은 탈출하며 다른 갇힌 말들을 풀어준다.
리틀 크릭과 그의 라코타 동료들은 스피릿을 올가미로 묶어 마을로 돌아간다. 그곳에서 리틀 크릭은 친절함으로 스피릿을 길들이려 하지만 실패한다. 리틀 크릭은 스피릿의 말 고삐의 다른 쪽 끝을 그의 암말 레인에게 묶어 레인이 그를 길들일 수 있기를 바란다. 스피릿은 결국 레인과 사랑에 빠지지만, 레인이 인간에게 애착을 가진 것을 이해하지 못한다. 그와 리틀 크릭은 점차 서로를 존경하게 되고, 스피릿은 길들여질 운명이 아님을 깨닫는다. 리틀 크릭은 그를 풀어준다.
스피릿은 다시 무리를 향해 돌아가며 레인에게 함께 가자고 설득한다. 그들은 대령과 그의 병사들이 라코타 마을을 공격하기 위해 돌진하는 것을 발견하고 돌아와 돕는다. 대치 중에 대령은 레인을 쏘고 레인은 강물에 떨어진다. 대령이 리틀 크릭을 쏘려 하자, 스피릿이 대령을 말에서 떨어뜨려 총탄을 빗나가게 하고 리틀 크릭의 목숨을 구한다. 레인을 구하려던 스피릿은 강으로 뛰어들지만, 둘 다 폭포 아래로 떨어진다. 물 밖으로 나온 스피릿은 레인 곁에 머물지만, 기병대가 그를 다시 붙잡고 레인은 죽은 채로 내버려둔다. 리틀 크릭은 레인을 돌보고, 스피릿이 자신의 목숨을 구했음을 깨닫고 기병대를 추격한다.
스피릿은 마을에서 잡힌 다른 말들과 함께 기차에 실리고 낙담하지만, 그의 무리가 고향을 자유롭게 달리는 환영을 보고 다시 힘을 얻는다. 스피릿과 많은 다른 말들은 대륙횡단 철도 건설에 강제로 동원되어 숲을 가로질러 증기 기관차를 썰매로 끌고 간다. 철도가 자신의 고향을 지나갈 것임을 알아차린 스피릿은 기절한 척하며 남자들이 자신을 풀어주도록 속이고, 썰매에서 사슬을 걷어차 다른 말들을 풀어준다. 분리된 기관차는 언덕 아래로 뒤로 굴러떨어져 아래 역에 있던 다른 기관차와 충돌하고, 주변 숲을 불태우는 화재를 일으킨다. 스피릿은 목에 묶인 느슨한 사슬이 쓰러진 나무에 걸려 갇히지만, 리틀 크릭이 도착하여 그를 풀어준다. 둘은 함께 협곡으로 뛰어들어 탈출한다.
다음 날 아침, 대령과 그의 기병대는 스피릿과 리틀 크릭을 발견한다. 그랜드 캐니언을 통과하는 추격전이 벌어지고, 결국 넓은 협곡 가장자리에 갇힌 듯 보이지만, 스피릿은 리틀 크릭을 등에 태우고 믿음의 도약을 하여 반대편으로 건너가는 데 성공한다. 감명받은 대령은 병사들이 스피릿과 리틀 크릭을 쏘는 것을 막고, 스피릿에게 존경의 고개를 끄덕이며 추격을 중단한다. 자유를 축하한 후, 스피릿과 리틀 크릭은 회복된 레인을 만나 라코타족에게 돌아간다. 리틀 크릭은 스피릿에게 "길들일 수 없었던 스피릿"이라는 이름을 지어준 후 레인을 돌봐달라고 말한다. 스피릿은 레인을 자신의 무리로 이끌고, 이 과정에서 그의 어머니와 재회하며 평원을 자유롭게 달린다.

## 평가
영화는 좋은 평가를 받았다. 로튼토마토에서는 69%를 기록했다.

## 한국판 성우진
- 구자형 - 스피릿(맷 데이먼)
- 김승준 - 리틀 크릭(다니엘 스투디)
- 이봉준 - 기병대장(제임스 크롬웰)
- 서문석 - 군인
- 정승욱 - 군인